# 偏磷酸
偏磷酸（HPO
3）是一种易潮解固体，有剧毒。

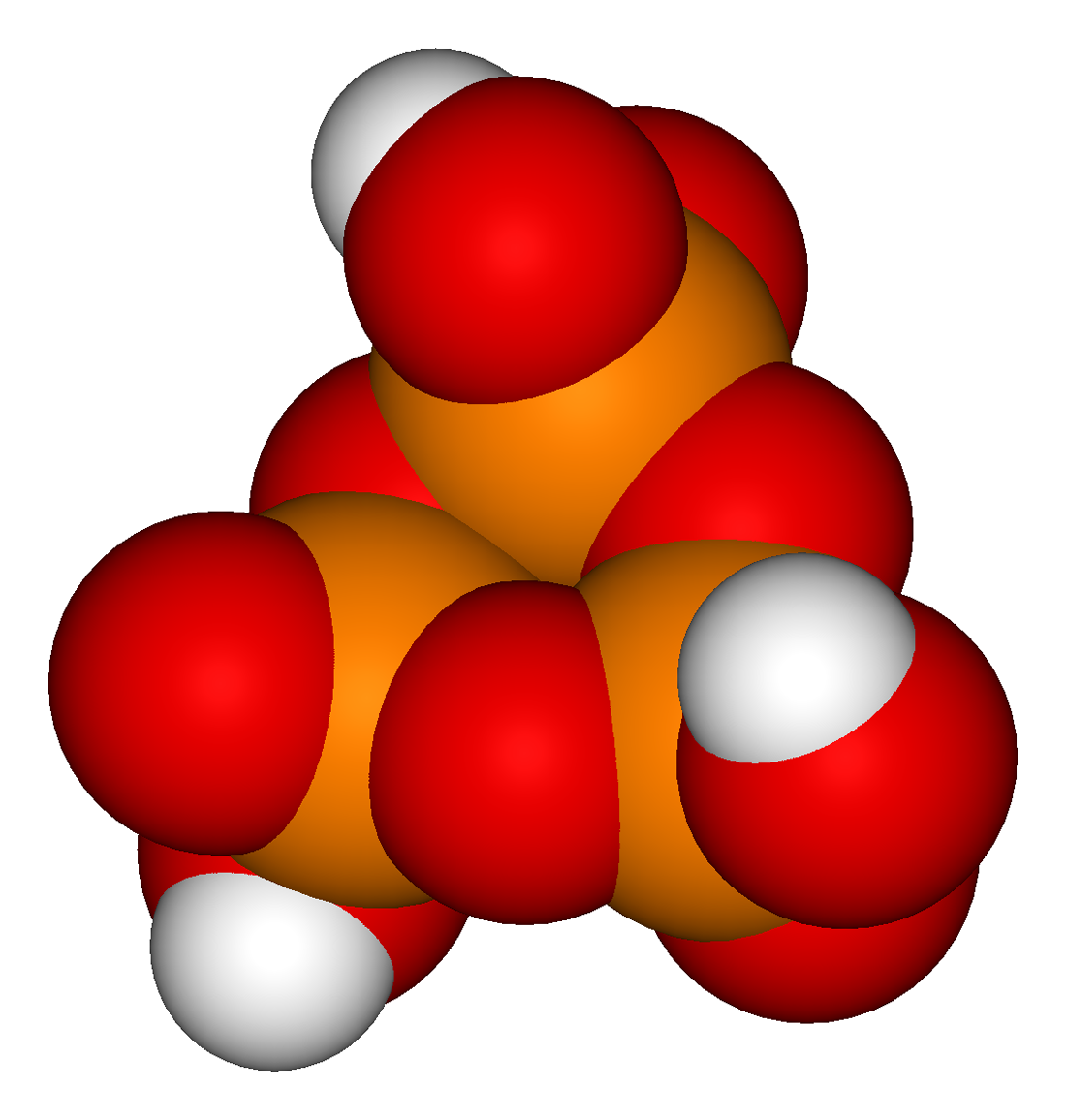
三聚偏磷酸

偏磷酸与磷酸有相同的酸酐：五氧化二磷，不同的地方在于五氧化二磷与热水反应生成磷酸，而与冷水反应生成偏磷酸（或聚偏磷酸(HPO
3)
n，如三聚偏磷酸(HPO
3)
3）。